# Museo del centro caprense Ignazio Cerio
Il Museo del centro caprense Ignazio Cerio è un museo che conserva reperti fossili, minerali, preistorici, di archeologia classica, di fauna e di flora dell'Isola di Capri, basato sugli studi e le collezioni di Ignazio Cerio. Il museo è stato creato nel 1947 da Edwin Cerio e da sua cognata Mabel Normannel, con sede nel Palazzo Cerio a Capri, un comune italiano della città metropolitana di Napoli in Campania. Il museo insieme alla biblioteca costituiscono il Centro Caprense Ignazio Cerio.

## Storia
La nascita del museo è collegata all'opera di studioso e collezionista di Ignazio Cerio che era nato a Giulianova in Abruzzo nel 1840 e si era trasferito a Capri nel 1868, dove visse fino alla sua morte nel 1921. Medico condotto dell’isola, fu una figura poliedrica con un forte interesse per la preistoria e le scienze naturali. Nel corso di oltre cinquant’anni, raccolse conchiglie, fossili, rocce, piante e reperti archeologici sia da Capri che da altre regioni, contribuendo alla ricerca scientifica e mantenendo contatti con eminenti studiosi dell’epoca. La sua collezione diede origine a un museo di carattere familiare istituto il 31 maggio 1947 dall’ingegnere Edwin Cerio e da sua cognata Mabel Norman, trasformato poi in un’istituzione pubblica con la fondazione del Centro Caprense Ignazio Cerio nel 1949; due anni dopo la sua fondazione, il Centro fu riconosciuto come ente morale con decreto del Presidente della Repubblica del 20 ottobre 1949. Dal 2014 il museo è collegato all'Associazione Piccoli Musei.
Dopo la morte di Ignazio Cerio nel 1921, le collezioni da lui raccolte furono riordinate dal naturalista Raffaello Bellini (1874-1930), su iniziativa del figlio di Ignazio Cerio, Edwin Cerio. In questa fase, i materiali furono trasferiti dal salone principale, oggi adibito a sala conferenze, agli attuali ambienti espositivi, collocati in arredi progettati dallo stesso Edwin. A partire dalla fine degli anni Novanta, è stato avviato un piano di riallestimento inaugurato nel 2000.

## Descrizione

### Sede del museo
Il Museo ha sede nella celebre piazzetta di Capri, all'interno del Palazzo Cerio, un edificio storico risalente al 1372, costruito per volere del conte Giacomo Arcucci, segretario della regina Giovanna I d’Angiò e primo signore di Capri tra il 1371 e il 1374. Il palazzo faceva parte del complesso noto nel Medioevo come "Case Grandi", che includeva anche il Palazzo Farace e il Palazzo Vanalesti, appartenenti alla famiglia Arcucci.

### Percorso museale

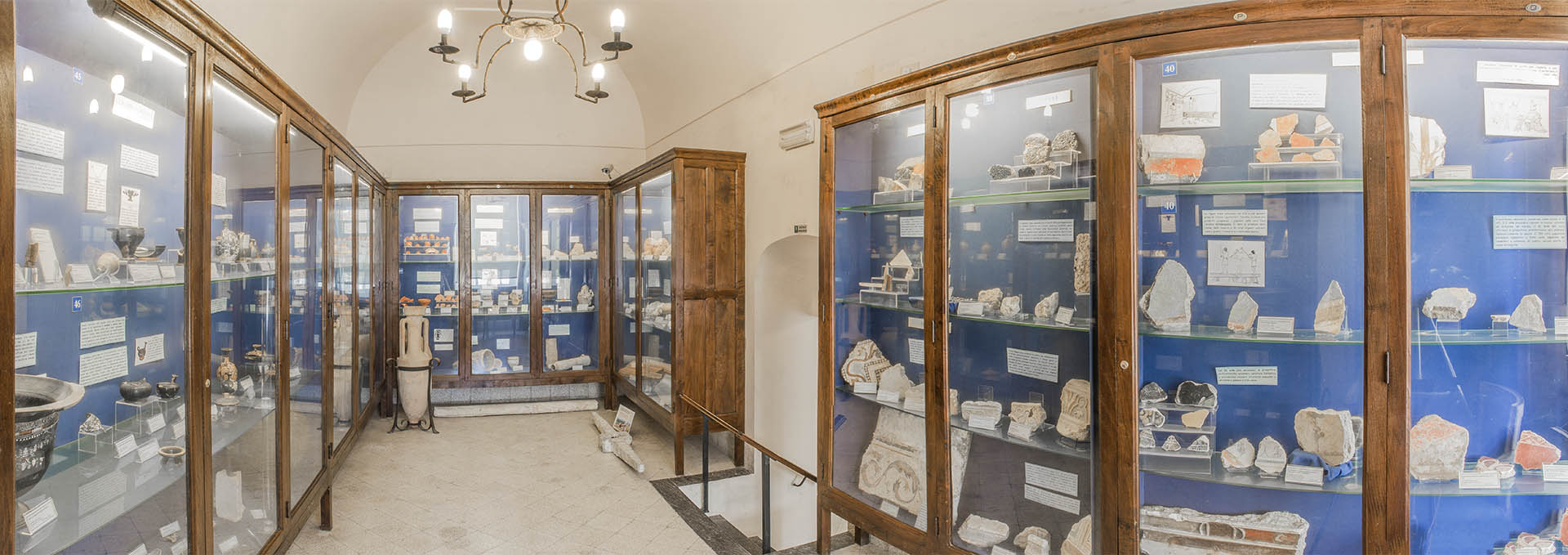
Panoramica della sala di archeologia del museo.

Il museo conserva circa ventimila reperti. Si tratta di collezioni di conchiglie, fossili, rocce, piante e reperti archeologici sia da Capri che da altre regioni raccolte da Ignazio Cerio e da collezioni archeologiche, naturalistiche e paleontologiche incrementate a partire dalla fine degli anni Novanta, con un’attenzione particolare alle testimonianze relative alla storia dell’isola di Capri.   
Il percorso museale è stato ufficialmente inaugurato nel 2000 e si articola in quattro sale espositive: 
- Sala geo-paleontologica: questa sezione illustra le fasi principali della formazione geologica dell'isola, a partire da circa 190 milioni di anni fa, quando Capri era sommersa in una piattaforma carbonatica. I visitatori possono osservare fossili degli organismi marini dell’epoca e resti di grandi mammiferi del Pleistocene medio (circa 300.000 anni fa), ritrovati durante gli scavi per l’Hotel Quisisana nel 1905, oltre a testimonianze faunistiche del Pleistocene superiore (circa 75.000 anni fa), come il Cervus tyrrhenicus, provenienti da siti come la Grotta delle Felci, Grotta Vascio ’o Funno e la Certosa. A integrazione dei reperti originali di Cerio, nel 2000 è stato aggiunto nuovo materiale per arricchire l’allestimento.
- Sala paletnologica: qui sono raccolti i primi reperti scoperti da Cerio a Capri, tra cui manufatti realizzati dagli antichi abitanti dell’isola, provenienti da siti come Quisisana e Grotta delle Felci. Particolarmente rilevante è la scoperta di un’officina per la lavorazione dell’ossidiana nella zona de Le Parate, che attesta la partecipazione dell’isola a una rete commerciale molto attiva.
- Sala di archeologia: espone oggetti delle epoche greca e romana (IV secolo a.C. - II secolo d.C.), ordinati secondo criteri cronologici e tipologici. I reperti appartengono principalmente alle collezioni Benner-Pagano e Cerio, e provengono da varie aree dell’isola, soprattutto da sepolture e dalle antiche ville imperiali.
- Sala di biologia: custodisce una vasta raccolta di specie animali e vegetali, sia marine che terrestri, originarie dell’isola di Capri. Tra gli esemplari più noti si trova la celebre lucertola azzurra dei Faraglioni, oltre a rare conchiglie marine, coralli ormai scomparsi dal mare caprese e molte altre specie uniche[3][4].

Alcuni reperti del museo:

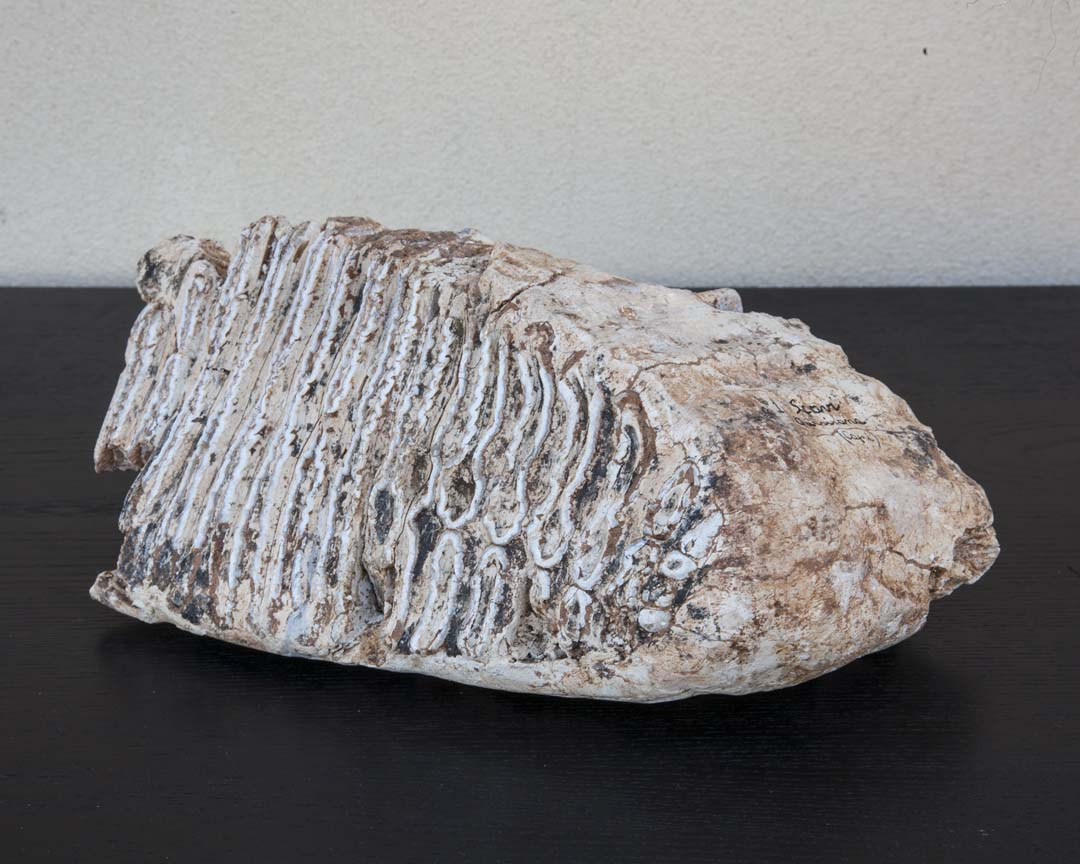
Molare di mammut
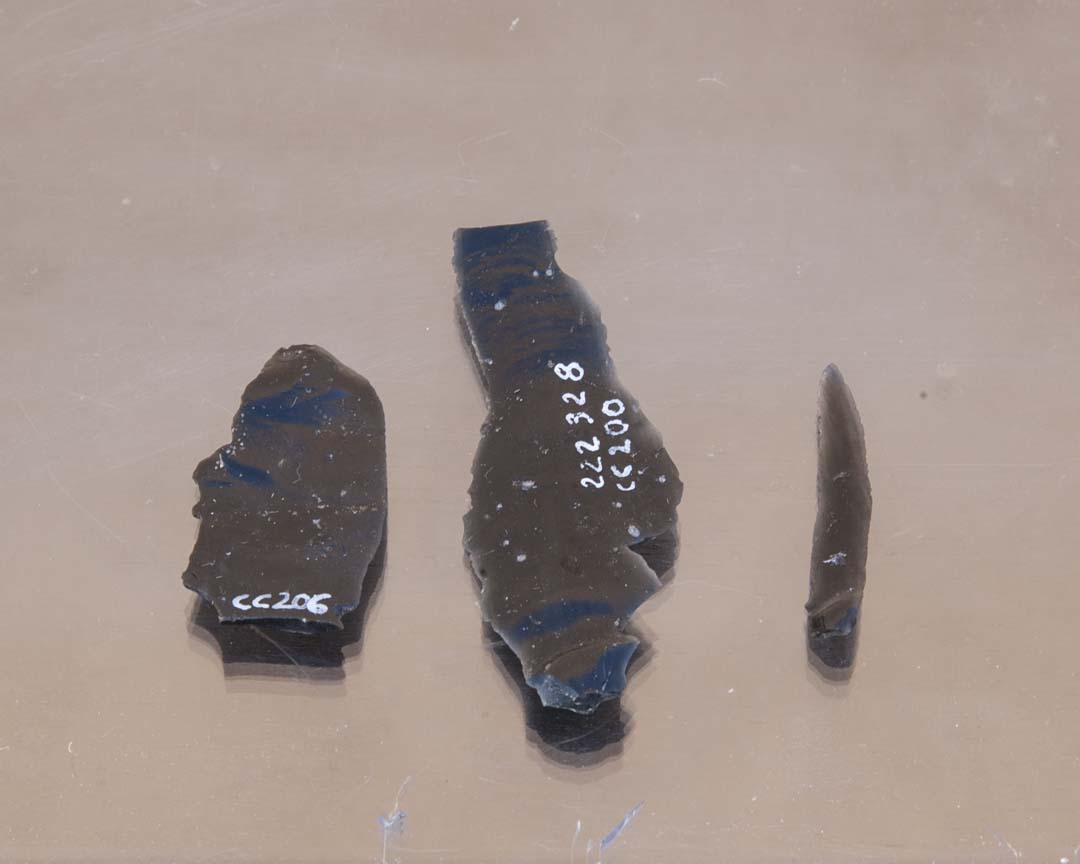
Ossidiana
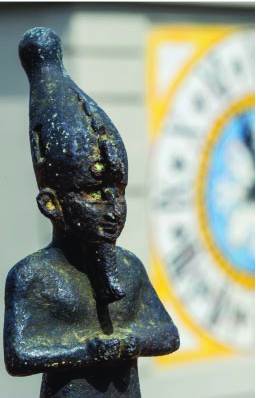
Statuetta

### Biblioteca
Aperta al pubblico nel 1960 in base alle disposizioni testamentarie di Edwin Cerio, la biblioteca conserva manoscritti, codici autografi, corrispondenze, documenti musicali, volumi, opuscoli e fotografie. La maggior parte del materiale riguarda Capri e risale, in alcuni casi, al XVII secolo. Le collezioni attuali derivano in gran parte dai fondi di Ignazio Cerio e dei suoi figli, oltre alla biblioteca personale di Carlo Bonucci, tra i primi soprintendenti agli scavi di Pompei. La Biblioteca custodisce un patrimonio composto da circa 6.000 volumi, oltre 4.000 manoscritti e numerose raccolte iconografiche e fotografiche.